# جادا دي لورينتيس
جادا باميلا دي لورينتيس (بالإيطالية: Giada De Laurentiis؛ مواليد 22 أغسطس 1970) طاهية وكاتبة وشخصية تلفزيونية إيطالية أمريكية وهي مضيفة البرنامج التلفزيوني جادا في المنزل على قناة فود نتورك. كما تشارك بشكل منتظم كمساهِمة وضيفة في برنامج اليوم على قناة إن بي سي. وهي مؤسسة شركة جي دي إل فودز للتموين. وحازت على جائزة إيمي النهارية لأفضل مضيف أسلوب حياة متميز وجائزة غرايسي لأفضل مضيف تلفزيوني.